# Albert Weißfloch
Albert Weißfloch (russ. Vajsfloch) (* 1910 in Andorf/Dietenhofen; † April 1960) war ein deutscher Elektrotechniker. 
Nach dem Studium arbeitete Weißfloch bei der Firma Funkstrahl Gesellschaft für Nachrichtentechnik mbH in Konstanz.
Weißflog erwarb 1938 seinen Doktor mit der Dissertation Ähnlichkeitstransformation unendlicher Matrizen in arithmetisch bewerteten, perfekten Körpern an der Friedrich-Alexander-Universität Erlangen-Nürnberg bei Wolfgang Krull. 
Er hat als einer der ersten in Deutschland das Wesen der Höchstfrequenzschaltungen erkannt und die Grundlagen in teils veröffentlichten und teils unveröffentlichten Berichten im Krieg erarbeitet. Seine spätere Zusammenfassung weicht von den sonst üblichen Betrachtungsweisen in vielem ab. 
Nach Ende des Zweiten Weltkrieges gehörte bei der Firma Funkstrahl Gesellschaft für Nachrichtentechnik mbH Heinz Lueg zu seinen Mitarbeitern.
Im Jahre 1954 war Weißfloch in Montrouge nahe von Paris der technisch Direktor der „Société Technique d'Application et de Recherche Électronique“.
1959 erhielt er mit Jean Choquer ein Patent zu einer Breitbandantenne (US-Patent Nummer 2895133). 

## Publikationen
- Zur Frage der Frequenzstabilität und Frequenzstabilisation selbsterregender Sender im Dezimeter- und Zentimeter-Wellengebiet, 1935
- Ähnlichkeitstransformation unendlicher Matrizen in arithmetisch bewerteten, perfekten Körpern, Dissertation, 1938
- Schaltungstheorie und Messtechnik des Dezimeter- und Zentimeterwellengebietes; Birkhäuser, Basel-Boston-Stuttgart, 1954
- Teorija cepej i technika izmerenij v decimetrovom i santimetrovom diapazonach ; Moskva; Izdat. Sovetskoe radio, 1961